# Кримски татари в Турция
Кримските татари са етническа група в Турция. Те се заселват на три вълни в периода до 20 век в територията на днешна Турция (тогава Османска империя): първата, след присъединяването на Крим към Руската империя през 1783 г.; втората, след Кримската война през 1853–1856 г., а третата след руско–турската война през 1877–1878 г.